# Дуф
Дуф или книжовно Дух (на македонска литературна норма: Дуф; на албански: Dufi, Дуфи) е село в Северна Македония, разположено високо в южните поли на Ничпурската планина.

## География
Географски селото принадлежи към областта Горни Полог, където традиционно се води и административно, но в културно отношение е част от Горна Река и днес административно се води към община Маврово и Ростуше.

## История
Църквата в селото е осветена през 1874 година от управляващия Скопската епархия Кирил Скопски.
В XIX век Дуф е разделено в конфесионално отношение албанско село в Гостиварска нахия на Тетовска каза на Османската империя. Андрей Стоянов, учителствал в Тетово от 1886 до 1894 година, пише за селото:
| „ | С. Духъ. — Българитѣ въ Духъ говорятъ арнаутски и само възрастнитѣ знаятъ български. | “ |

Според статистиката на Васил Кънчов („Македония. Етнография и статистика“) в 1900 година Дух има 860 жители арнаути християни и 270 арнаути мохамедани. Кънчов смята, че населението на Дух е от българско потекло, тъй като е двуезично.
В селото съществува българско училище. През учебната 1899/1900 година българското училище се посещава от общо 52 ученици, от които 12 ученички и 40 ученици с 1 учител.
Според секретен доклад на българското консулство в Скопие половината от 133 къщи в селото през 1900 година признават Цариградската патриаршия. Според патриаршеския митрополит Фирмилиан в 1902 година в селото има 116 сръбски патриаршистки къщи.
Според секретаря на Българската екзархия Димитър Мишев (La Macédoine et sa Population Chrétienne) в 1905 година християнското население на Дух се състои от 200 българи екзархисти и 600 българи патриаршисти сърбомани и в селото има българско и две сръбски училища.
При избухването на Балканската война в 1912 година двама души от Дуф са доброволци в Македоно-одринското опълчение.
Афанасий Селишчев пише за Дуф в 1931 година:
| „ | Албанско по език, но не и по етническо съзнание е станало в последните 30 – 40 години южногорноположкото село Дуф. Много думи от предишния български език влизат в употреба в новата реч – албанската. Някои хора знаят и предишни, бъларски песни. Явно Дуф е протекъл същия процес на албанизация като в селата в Горна Река, с чиито жители населението на Дуф е в близки взаимоотношения. | “ |

В 1913 година след Междусъюзническата война селото попада в Сърбия. Според Афанасий Селишчев в 1929 година Дуф е център на община от 2 села в Горноположкия срез и има 130 къщи с 587 жители българи и албанци.
През 1922-1923 година в селото е открита поща, която функционира до 6 април 1941 година.
Според преброяването от 2002 година селото има жители.
| Националност     | Всичко |
| северномакедонци | 2      |
| албанци          | 37     |
| турци            | 0      |
| роми             | 0      |
| власи            | 0      |
| сърби            | 0      |
| бошняци          | 0      |
| други            | 0      |

## Личности
Родени в Дуф
- Александър Арсов, македоно-одрински опълченец, работник, грамотен, 28-годишен, Нестроева рота на Девета велешка дружина[14]
- Дамян Гаврилоски (1912-1976), свещеник в град Гостивар син на свещеник Филип Гаврилоски.

- Илия Трифонов Вочевски (1849 – 9 март 1898), български свещеник и родолюбец, деец на ранното Българско възраждане в Македония, убит
- Невзат Бейта (р. 1961), северномакедонски политик
- Търпе Зафиров Йосифов (1876 – 1913), македоно-одрински опълченец, Първа рота на Втора скопска дружина, загинал при Шаркьой на 26 януари 1913 година[15]

Починали в Дуф
- Филип Гаврилоски (1880 - 23 май 1942), български екзархийски свещеник и учител, убит